# 新疆生产建设兵团第四师六十六团
新疆生产建设兵团第四师六十六团是中华人民共和国新疆生产建设兵团第四师下辖的一个团，与新疆维吾尔自治区可克达拉市金梁镇实行“团镇合一”的管理体制。

## 行政区划
新疆生产建设兵团第四师六十六团下辖以下单位：
幸福路社区、育才路社区、金梁子社区、四方糖业生活区、九连生活区、十连生活区、十一连生活区、十二连生活区、十三连生活区、十四连生活区、十五连生活区、十六连生活区。